# Ophiactis carnea
Ophiactis carnea är en ormstjärneart som beskrevs av Ljungman 1867. Ophiactis carnea ingår i släktet Ophiactis och familjen bandormstjärnor. Inga underarter finns listade i Catalogue of Life.